# 乌东德水电站
乌东德水电站位于中国西南地区的一座大型水电站，坝址位于四川省会东县与云南省禄劝县交界的金沙江干流上，是金沙江下游河段开发规划4个梯级电站（乌东德、白鹤滩、溪洛渡、向家壩）中的第1级，以发电为主，兼有防洪、拦沙和改善下游航运条件等综合效益。
乌东德水电站是中国装机容量第四大、世界第七大水电站。大坝采用混凝土双曲拱坝，是世界上首座全坝应用低热水泥混凝土浇筑的特高拱坝，也是世界上最薄的300米级特高拱坝，坝高270米，平均厚度40米，厚高比仅为0.19。水电站正常蓄水位975米，总库容74.08亿立方米，调节库容30亿立方米，防洪库容24.4亿立方米，总装机容量1020万千瓦，单台机组为85万千瓦，左右岸各6台。年平均发电量389.1亿度，工程静态投资336亿元。水电站首批机组经过72小时试运行，于2020年6月29日正式投产发电。按照计划，全部12台机组将于2021年7月实现投产发电。全部机组投产后将成为中国南方电网供电范围内调管的最大水电站。
乌东德水电站是西电东送重要项目之一，满足华东、华中经济发展的用电需求；配合三峡工程提高长江中下游的防洪能力，充分发挥三峡工程的综合效益。

## 构成
乌东德水电站主体建筑物由挡水建筑物、泄水建筑物、引水发电建筑物等组成。挡水建筑物为混凝土双曲拱坝，混凝土浇筑总量270万立方米，坝顶高程988米，最大坝高270米，坝顶上游面弧长326.95米，厚高比仅0.19，是目前世界上已建成的最薄300米级特高拱坝。大坝坝轴线下游约363米还建有一座二道坝，为一道混凝土重力坝，与水垫塘一起构成大坝的泄洪消能建筑物。泄水建筑物主要由坝身5个表孔、6个中孔及左岸3条泄洪洞组成，以坝身泄洪为主，岸边泄洪洞为辅的方式泄洪。电站厂房布置于左右两岸山体中，均靠河床侧布置，引水发电系统均采用岸塔式进水口、首部式地下厂房，单机单管供水，地下厂房、主变室、尾调室平行布置，尾水采用两机一室一洞，左、右岸地下厂房各布置6台单机容量850MW的混流式水轮发电机组，总装机容量10200MW。1～6号机组位于左岸厂房，7～12号机组位于右岸厂房。主厂房长度333米，宽32.5米，高89.8米，地下电站厂房的高度目前为世界第一。

## 建设
1950年代，长江水利委员会对长江干流进行水资源查勘，其中就包括乌东德坝址区域。之后的历次金沙江流域规划方案都推荐将乌东德作为金沙江下游第一级进行开发。2002年，中国长江三峡集团获得包括乌东德水电站在内的金沙江下游4座水电站开发权。2010年，《金沙江乌东德水电站预可行性研究报告》通过审查，国家发改委同意开展电站建设前期工作。2015年12月24日，项目主体工程正式全面开工。
乌东德水电站工程巨大，涉及地方政府、设计、监理、施工及服务保障等参建单位近40家。其中设计单位为长江勘测规划设计研究院，中国能源建设集团旗下中国葛洲坝集团股份有限公司所属的中国葛洲坝集团三峡建设工程有限公司承担了主体大坝工程、左岸地下电站等13个标段施工任务，约占乌东德水电站主体施工任务的75%。中国水利水电第六工程局有限公司西南分局承担右岸地下厂房土建项目。
建设过程主要节点：
- 2013年8月15日右岸主厂房正式开挖[18]
- 2014年12月31日左岸导流洞实现过流[19]
- 2016年12月18日完成了大坝坝基开挖[19]
- 2017年3月16日大坝工程首仓混凝土浇筑[19]
- 2018年8月15日左岸地下电站首台机组（6号机组）浇筑封顶[20]
- 2019年12月19日首台转子在左岸电站6号机组吊装成功[21]
- 2020年1月15日第一阶段下闸蓄水[22]
- 2020年5月4日乌东德大坝全线浇筑到顶[22]
- 2020年6月29日首批6号、7号机组投产发电[22]
- 2021年6月16日，乌东德水电站实现全部机组投产发电[23]。

## 库区
乌东德水电站水库总库容74.08亿立方米，正常蓄水位975米，水库面积127.1平方千米，水库干流回水长度206.7千米。水库淹没地区涉及四川、云南两省的4市（州）、10个县（区）38个乡镇(街道办)89个行政村（社区）。由于库区所在地人口密度较低，单位装机容量搬迁安置人口要远远低于三峡水电站。工程建设征地总面积138.65平方公里，规划搬迁安置人口32182人。
原成昆铁路攀枝花至元谋区间部分线路亦位于蓄水区内，为此三峡集团和铁道部于2010年签订实施协议书，铁道部对相关路段进行改线。2020年5月25日，原成昆铁路红江、大湾子、师庄、新江4个车站撤销，车站及线路设备设施随后被拆除。

## 交通
乌东德水电站对外交通由左岸进场（四川侧）的会东至河门口公路（简称“会河公路”，规划为辅助道路）、右岸对外交通（云南侧）的半角至新村公路（简称“半新公路”，规划为主要道路）和跨金沙江的河门口大桥形成“两路一桥”的总体布局。
- 会河公路：位于四川省会东县，公路等级为三级公路，全长44.03公里，设计路基宽7.5米，路面宽6.5米。设计行车速度30公里每小时。起自鲹鱼河大桥，终点为乌东德场内河门口大桥，含大中桥12座（连续刚构桥3座）、隧道6条，桥隧比28.7%。2012年5月开工，2016年10月完工。
- 半新公路：位于云南省禄劝县，全长28.16公里，设计标准为三级公路，设计速度40公里每小时，路基宽度10米，行车道宽7.5米，路肩宽0.75米，路面横坡坡度2%，路肩横坡坡度3%。起自皎平渡镇半角村接禄大二级公路，终点为乌东德场内河门口大桥，含大中桥10座（连续刚构桥1座）、隧道7条，桥隧比49%。2013年8月开工，2017年8月完工。
- 河门口大桥：位于坝址上游约6公里处，横跨金沙江，左岸通过场内高线路与会河公路连接，右岸顺接半新公路。大桥为连续刚构桥，全长522米，桥型布置为135+240+135米，桥面宽12米，设计行车速度40千米每小时。2014年5月开工，2019年3月完工[28]。

### 老鹰窝隧道
是半新公路最长的特长单洞双向行车隧道，全长5310米，建筑限界宽度为9米，高度为5.5米，采用纵向式通风，设置施工支洞，运营后兼做逃生通道使用。

## 图集

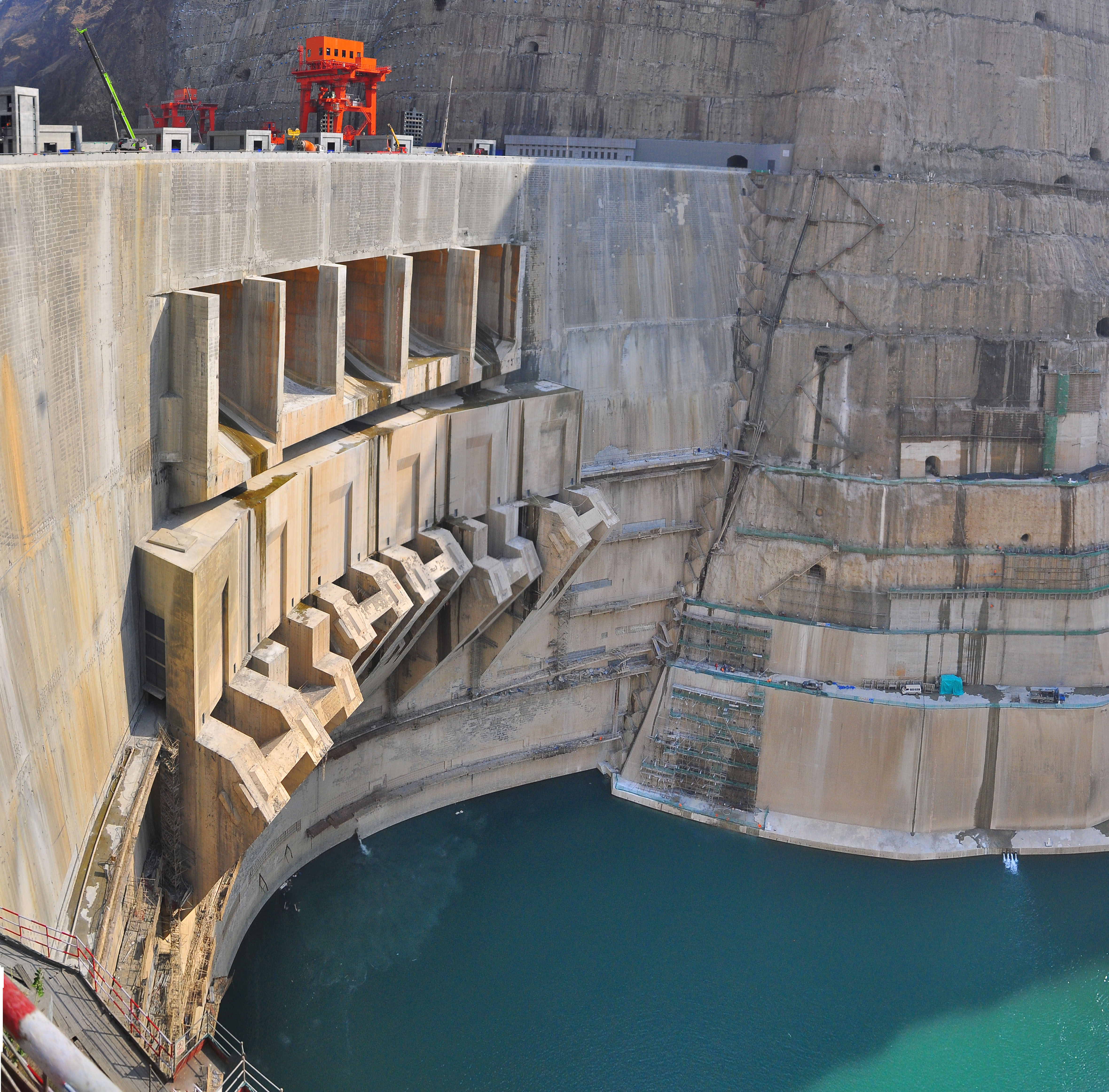
大坝近照，可见5个表孔、6个中孔
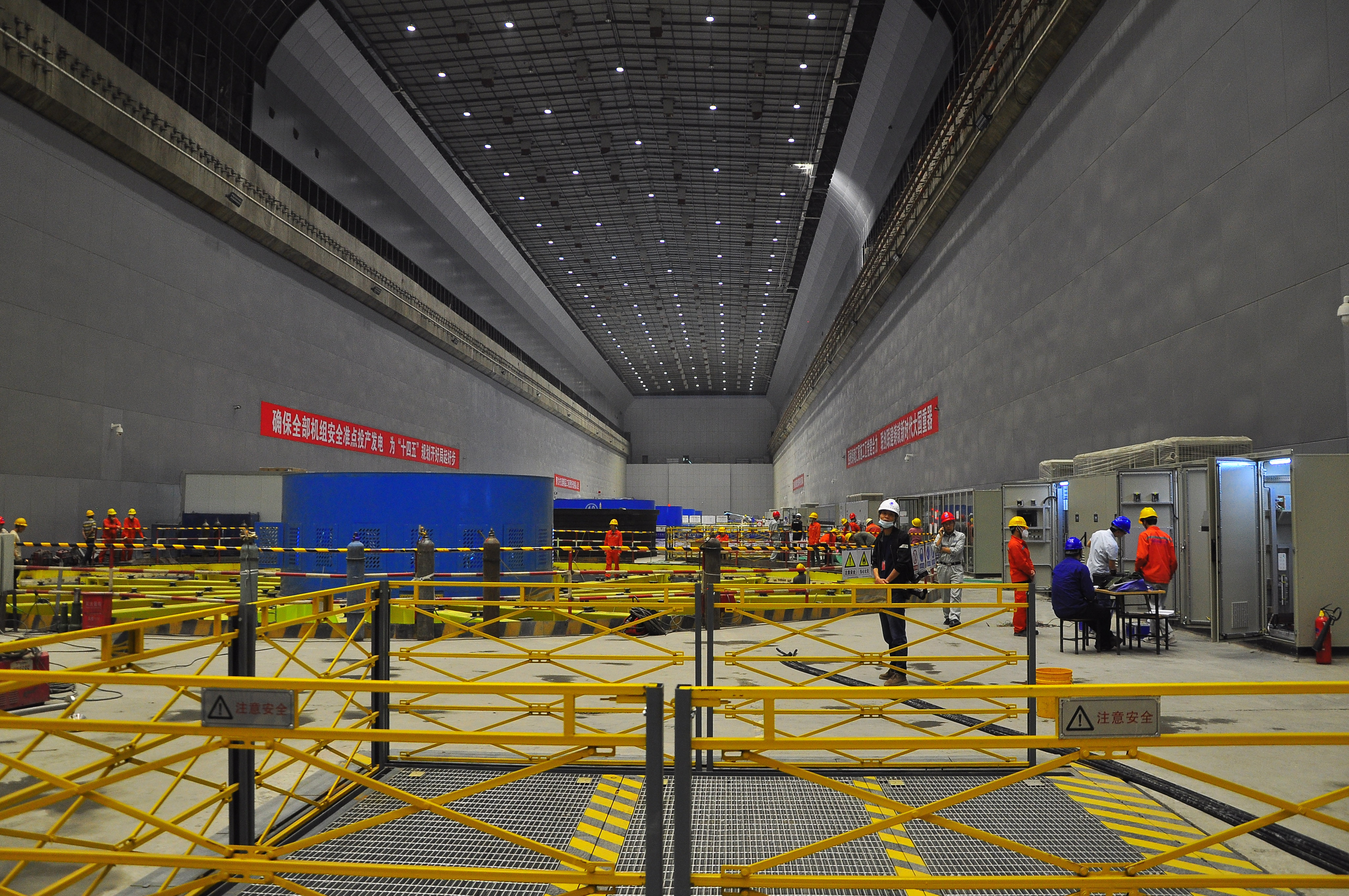
右岸电站厂房
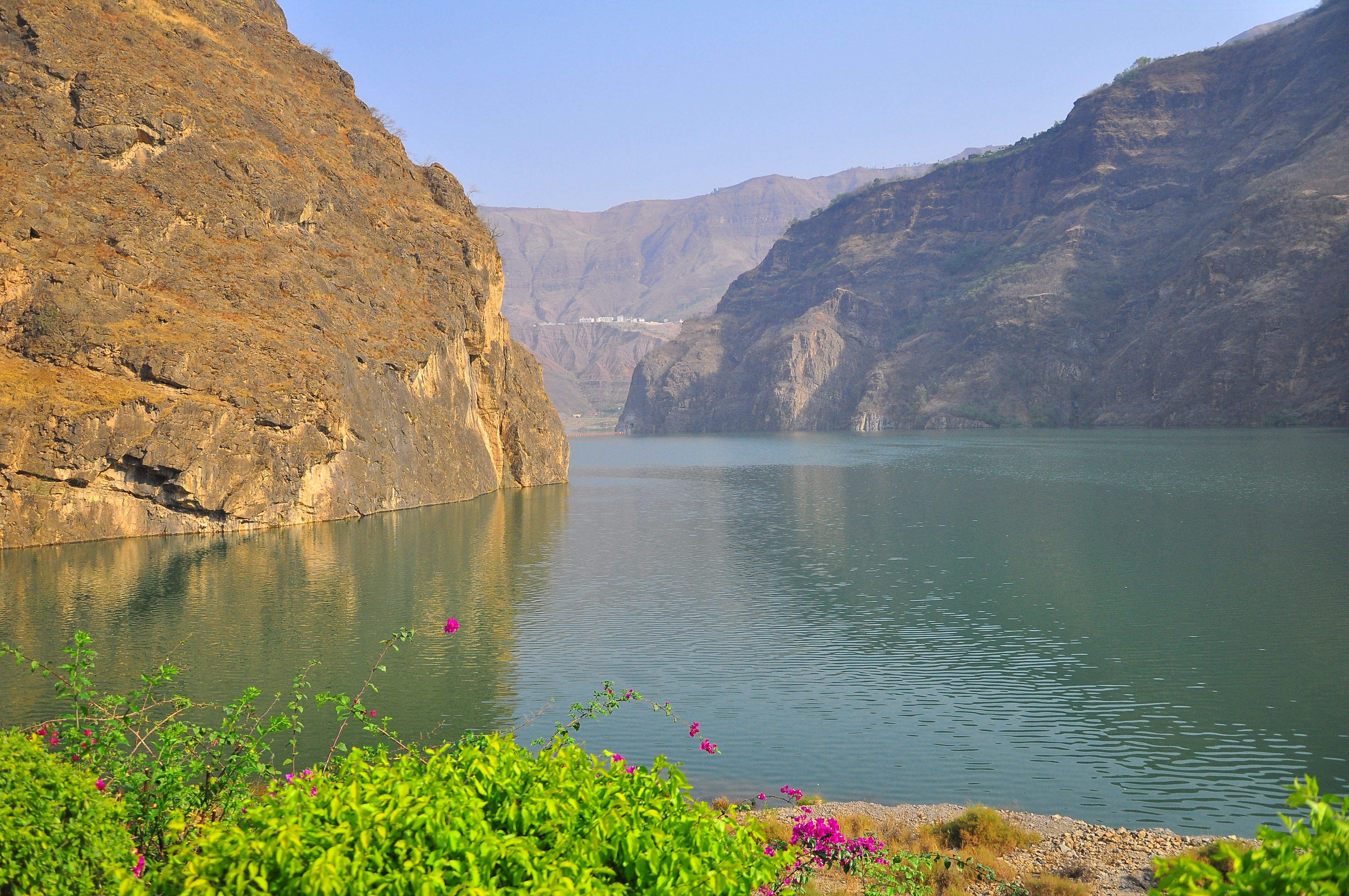
库区，拍摄于梅子坪观景平台
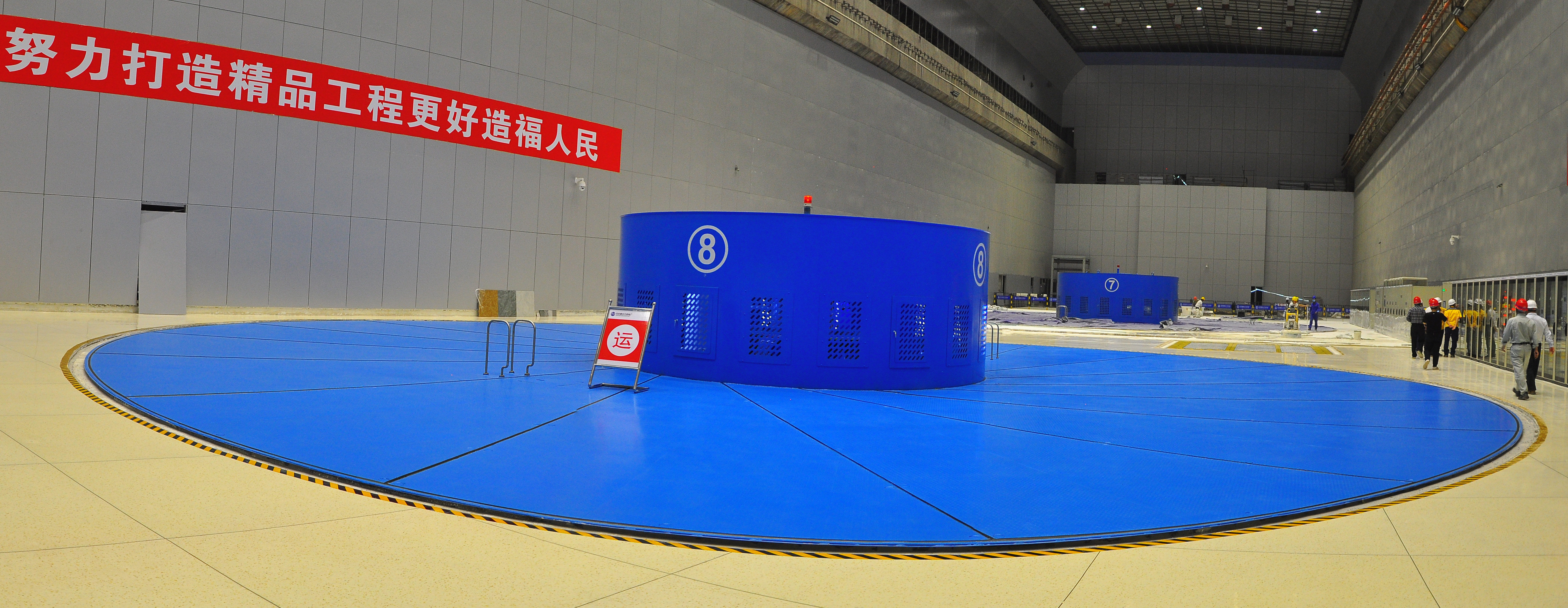
运行中的右岸电站厂房8号机组
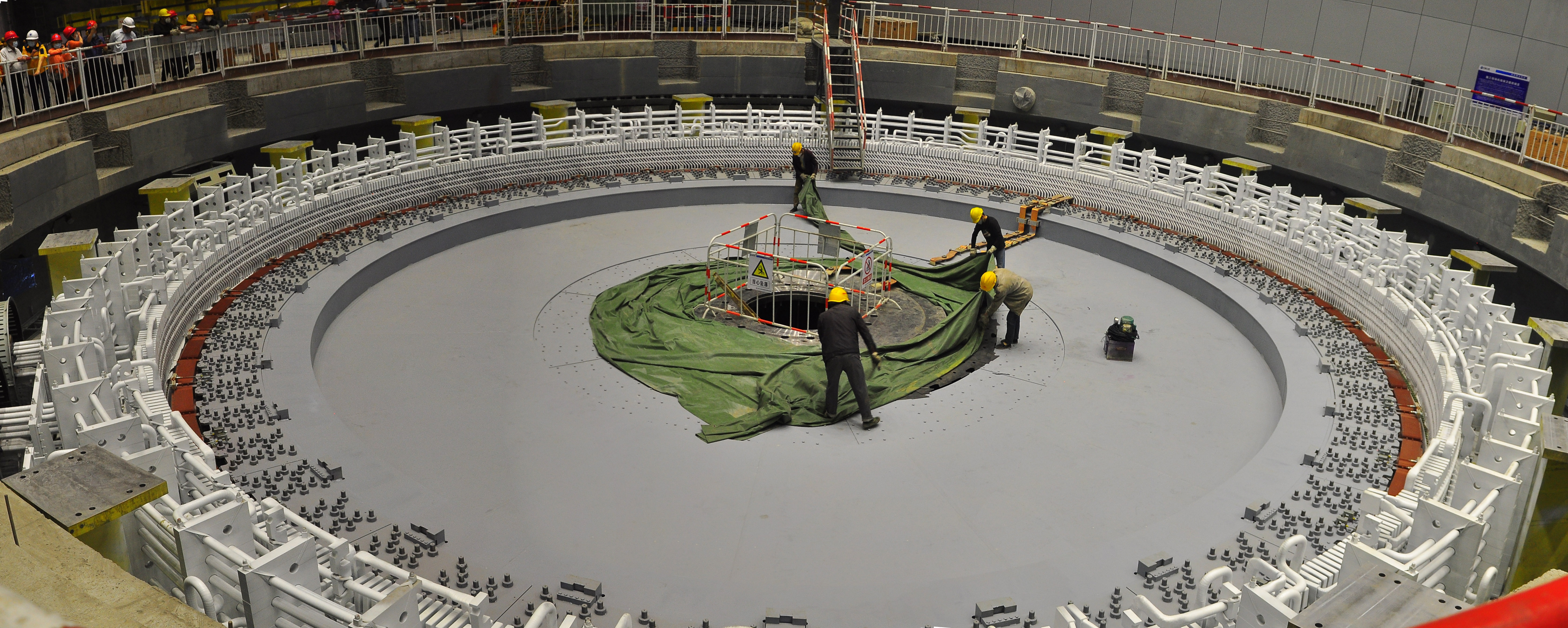
正在安装的右岸电站厂房12号机组

## 备注
1. ↑  坝顶上游面弧长
2. ↑  混凝土浇筑量
3. ↑  正常蓄水位975米时的库容